# Fitzroy Falls
Fitzroy Falls – wodospad położony w Australii (Nowa Południowa Walia), w parku narodowym Morton, na rzece Fitzroy Creek, wysokości 117 metrów.